# Hospital zum Heiligen Geist (Hamburg)

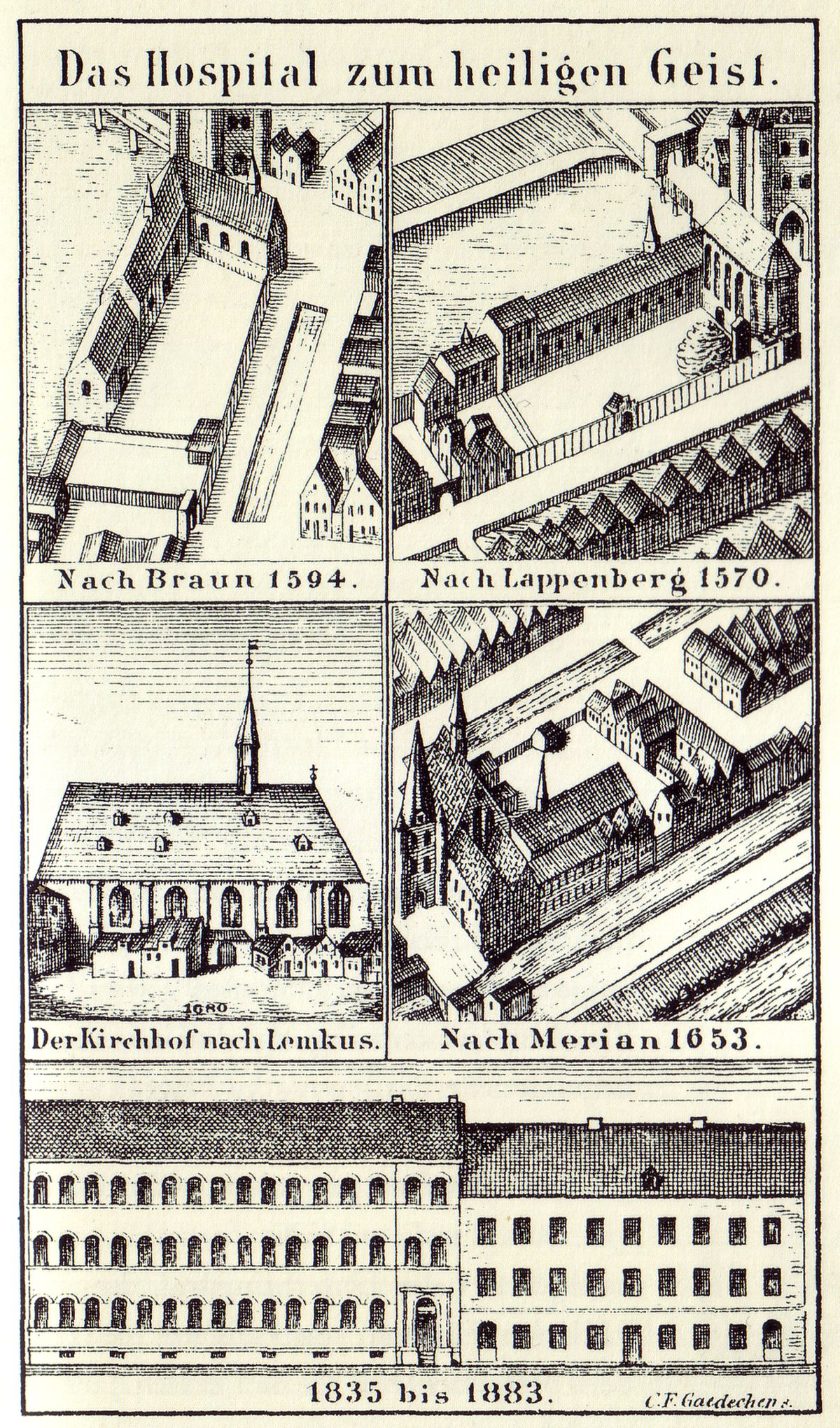
Hospital zum Heiligen Geist, Abbildung aus der Historischen Topographie der Freien und Hansestadt Hamburg von C.F.Gaedechens (1880)

Das Hospital zum Heiligen Geist (lateinisch domus sancti spiritus), genannt auch Heiligen-Geist-Hospital, in Hamburg war ursprünglich eine mittelalterliche Armen- und Pilgerherberge und gehörte bis in das 19. Jahrhundert zu den größten Grundbesitzern in der Region. Nach mehreren Umzügen und Fusionen hat es heute seinen Sitz im Stadtteil Poppenbüttel und ist mit rund 1100 Bewohnern und 600 Mitarbeitern Hamburgs größtes Alten- und Pflegeheim.

## Geschichte

### Hospital zum Heiligen Geist

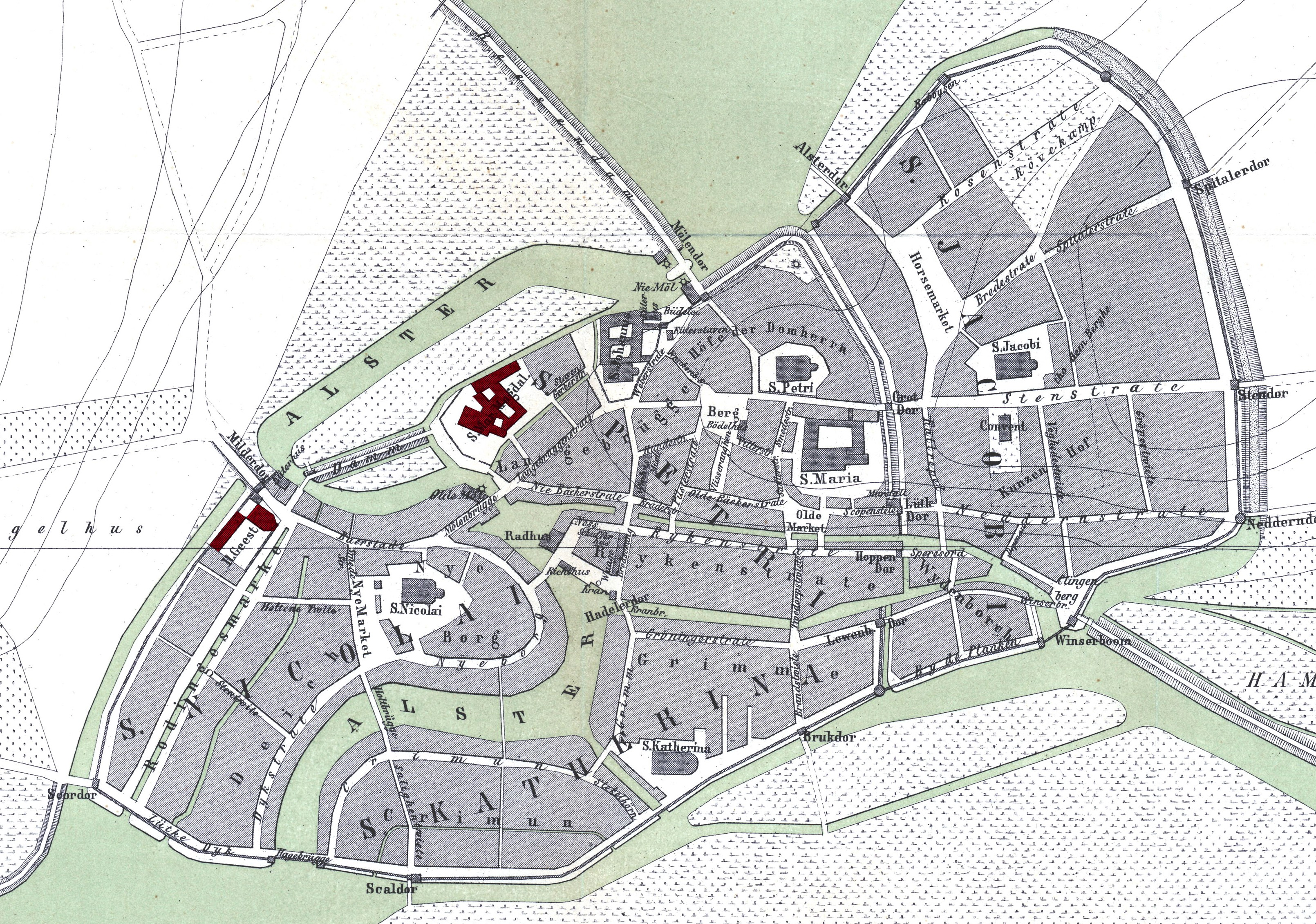
Hospital und Marien-Magdalenen-Kloster auf einem rekonstruierten Grundriss von Hamburg um 1320

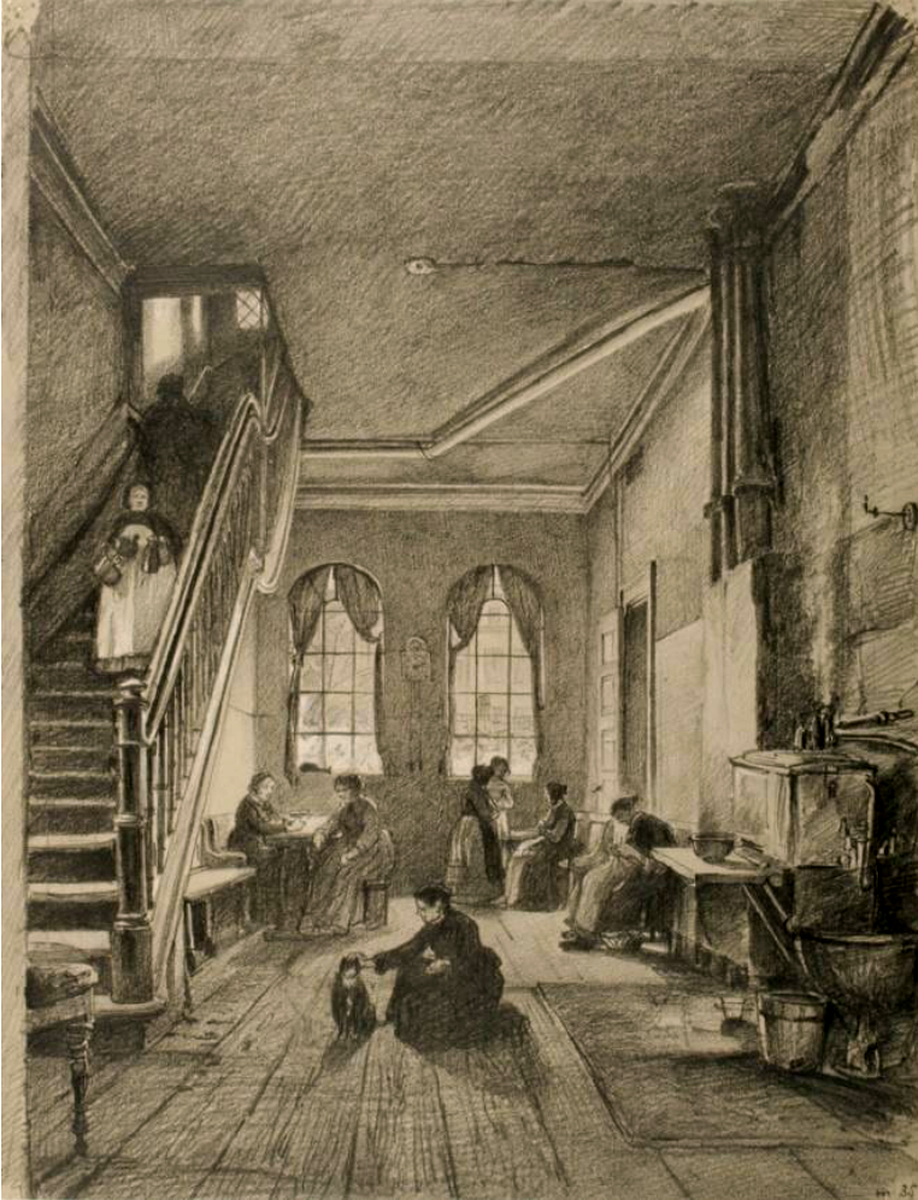
Ebba Tesdorpf: Im Hospital zum Heiligen Geist, Zeichnung von 1883

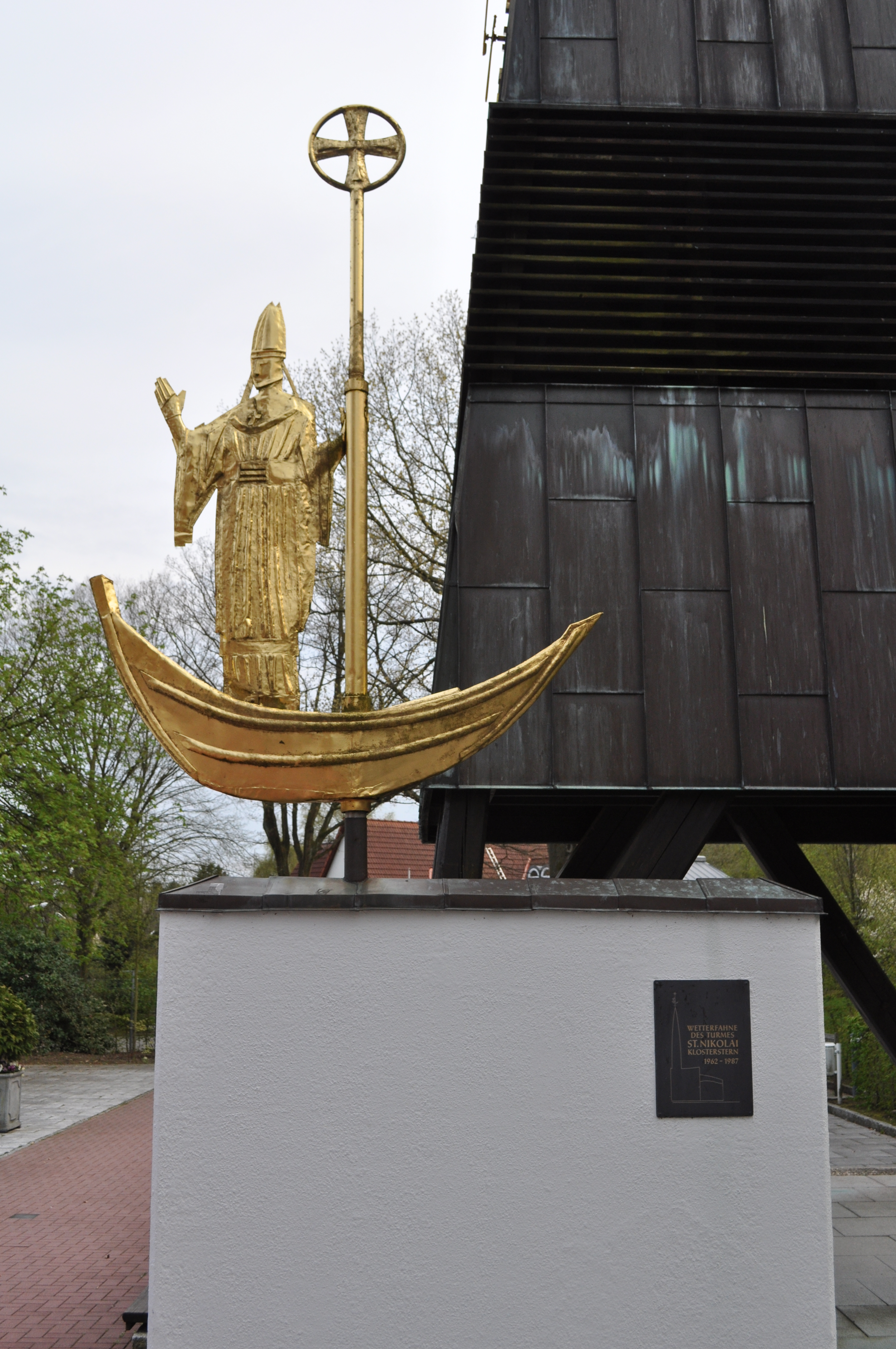
Die frühere Wetterfahne der St. Nikolai-Kirche am Klosterstern auf dem Hospitalgelände symbolisiert dessen Zugehörigkeit zu dieser Hamburger Hauptkirche

Das Hospital wurde vermutlich im ersten Drittel des 13. Jahrhunderts von Bürgern des Kirchspiels St. Nikolai als Herberge für „durchreisende Pilger sowie kranke, alte und arme Menschen“ gegründet. Erstmals urkundlich erwähnt wurde es 1247 anlässlich des Kaufs mehrerer Hufen Land in dem östlich der Stadt gelegenen Dorf Eilbek. Das Hospital selbst lag damals ganz im Westen der Stadt nahe der Stadtmauer an der Ecke Rödingsmarkt/Graskellerbrücke. (Lage) Es beherbergte jeweils zwischen 50 und 100 Arme und umfasste auch ein Gasthaus für gesunde Reisende, das sich später in eine eigene Stiftung Gast- und Krankenhaus verselbständigte und ebenfalls bis heute besteht.
Das Vermögen des Hospitals bestand vor allem aus gestiftetem und erworbenem Grundbesitz, darunter das 1393 erworbene Heiligengeistfeld vor dem Millerntor, aber auch ganze Dörfer wie etwa Barmbek, Eilbek oder das Gebiet des heutigen Hohenfelde gehörten bis ins 19. Jahrhundert zum Hospital. Verwaltet wurde es im Mittelalter von einem Provisor und zwei Ratsherren, seit der Reformation vom Kollegium der Oberalten, den Kirchenältesten der Hamburger Hauptkirchen. Im Zuge der Neuordnung des Hamburger Landgebiets nach dem Ende der Franzosenzeit ging 1830/31 zunächst die hoheitliche Verwaltung des Hospitallandes auf die neugebildete Landherrenschaft der Geestlande über. In den folgenden Jahrzehnten trennte sich das Hospital sukzessive auch privatrechtlich vom Großteil seines Grundbesitzes, um den Erlös für den Bau des Oberaltenstifts am Mühlendamm zu verwenden.
1883 verlegte man das Hospital aus der Innenstadt in einen von Hugo Stammann und Gustav Zinnow entworfenen Neubau an der Eilbeker Richardstraße, der 1943 bei alliierten Luftangriffen zerstört wurde.(Lage) Das 1835 von Carl Ludwig Wimmel errichtete Hospitalgebäude am Rödingsmarkt wurde noch bis 1906 durch die Hamburger Steuerverwaltung genutzt, anschließend abgerissen und durch den bis heute erhaltenen Neubau der Oberfinanzdirektion von Albert Erbe ersetzt. Heute erinnert lediglich der Name der Heiligengeistbrücke an den ursprünglichen Standort.

### Marien-Magdalenen-Kloster
Das Marien-Magdalenen-Kloster des  Franziskanerordens wurde 1231 von Graf Adolf IV. von Holstein gestiftet, nachdem er der Legende nach in der Schlacht bei Bornhöved im Jahr 1227  ein entsprechendes Gelübde abgelegt hatte. Er trat 1239 selber in dieses Kloster ein, das er nach Maria Magdalena benannte.
Im Zuge der Reformation übergaben die Franziskaner 1529 freiwillig ihr Kloster an die Stadt, nachdem der Rat beschlossen hatte, alle Klöster in Hamburg aufzulösen. Das Gebäude ging in die Verwaltung der Oberalten über und bot bedürftigen Jungfrauen und Witwen Zuflucht. Die im Kloster verbliebenen ehemaligen Franziskaner erhielten eine lebenslange Rente.
Bis ins 19. Jahrhundert hinein befand sich das Kloster auf dem Gelände der heutigen Börse am Adolphsplatz, benannt nach dem Gründer des Klosters. 1839 wurde es zunächst an den Glockengießerwall beim heutigen Hauptbahnhof verlegt und in einem klassizistischen Neubau von Hamburgs erstem Baudirektor Carl Ludwig Wimmel untergebracht. Eine Inschrift am Haus Glockengießerwall 1 erinnert heute an diesen zwischenzeitlichen Standort. Die Gebäude des ehemaligen Franziskanerklosters wurden zugunsten des Neubaus der Börse 1839 abgerissen. Nach dem Bau des Hamburger Hauptbahnhofes 1901 zog das Kloster in einen von Hugo Groothoff entworfenen Gebäudekomplex in Eilbek, in unmittelbarer Nachbarschaft zum bereits erwähnten Neubau des Heilig-Geist-Hospitals.(Lage) Wie dieses wurde auch das Kloster 1943 im Hamburger Feuersturm vernichtet.

### Oberaltenstift
Das Oberaltenstift am Mühlendamm in Hohenfelde entstand 1867–69 auf Beschluss des Oberaltenkollegiums nach Plänen von Albert Rosengarten. Finanziert aus dem Verkaufserlös des ehemaligen Hospitalgrundbesitzes, bot der vierflügelige Gebäudekomplex preisgünstigen Wohnraum für ältere Ehepaare und Alleinstehende sowie für Witwen mit Kindern. Es wurde 1943 ebenfalls durch Bomben zerstört.

## Das heutige Hospital
Nach der vollständigen Zerstörung der drei Vorgängereinrichtungen im Zweiten Weltkrieg wurden ab 1950 die ersten Neubauten in Poppenbüttel (Lage) errichtet und seit den 1970er Jahren neu- und ausgebaut. Hinzu kam in der unmittelbaren Nachbarschaft ein Pflegeheim der Stiftung Altendank, die anlässlich des 100-jährigen Bestehens der Neuen Sparcasse von 1864 gegründet worden war und 1988 mit dem Hospital fusioniert wurde.
Heute umfasst die Stiftung Hospital zum Heiligen Geist mit Oberalten-Stift, Marien-Magdalenen-Kloster und Altendank über 1000 Betreuungsplätze in der Heim- und Kurzzeitpflege, betreutes Wohnen sowie Angebote für Demenzkranke.
Der Vorsitz im Verwaltungsrat liegt nach wie vor beim Präses des Oberaltenkollegiums.

## Galerie

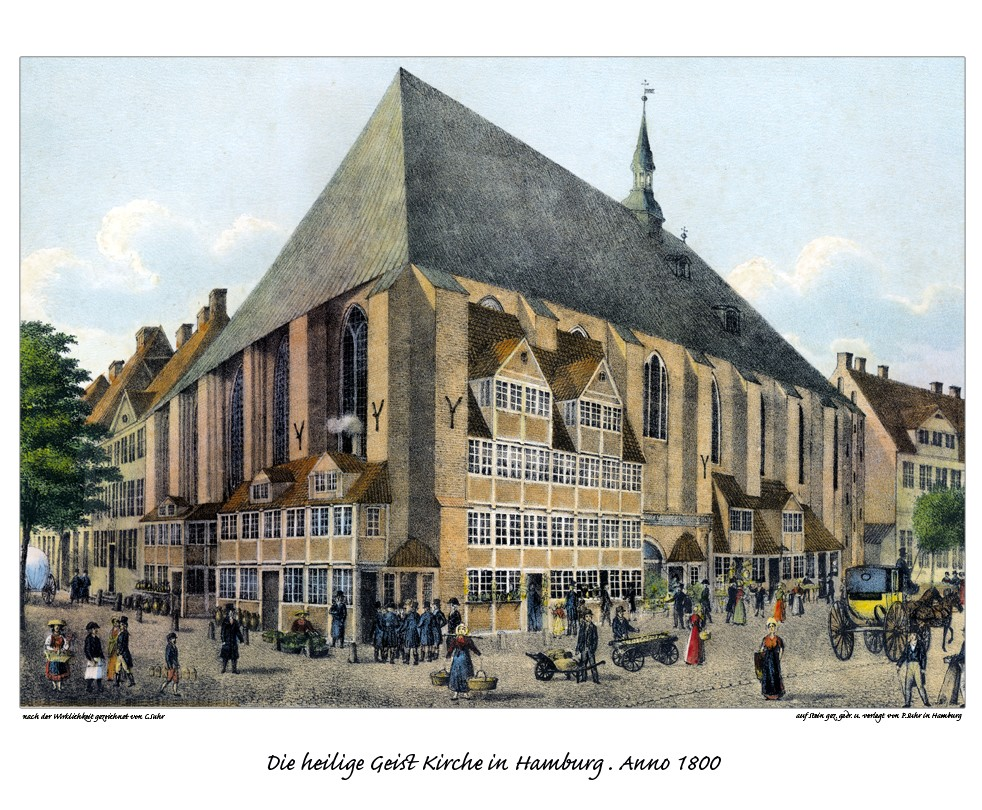
Die Heiliggeist-Kirche um 1800
Das alte Hospital am Alsterfleet um 1880
Neubau des Hospitals in der Eilbeker Richardstraße 85 um 1900, Architekten: Hugo Stammann und Gustav Zinnow
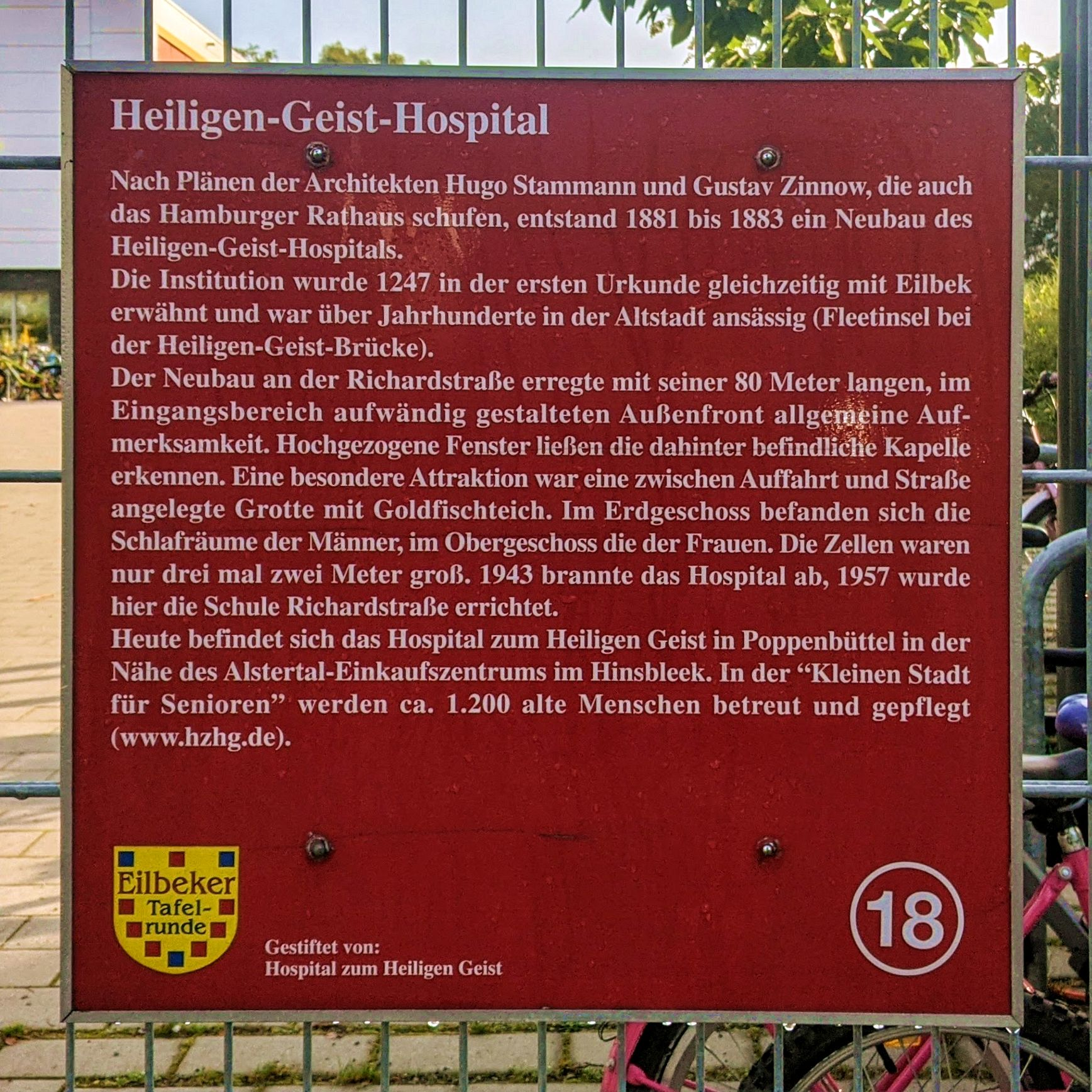
Eilbeker Geschichtstafel am Standort Richardstraße
Das Oberaltenstift am Mühlendamm um 1910, Architekt: Albert Rosengarten